# Dereck Chisora
Dereck Chisora (Harare, 29 dicembre 1983) è un pugile zimbabwese con cittadinanza britannica.
Soprannominato Del Boy o War, è stato campione britannico, del Commonwealth ed europeo dei pesi massimi.

## Biografia
Nato a Mbare nello Zimbabwe, Chisora si trasferì con la famiglia nel Regno Unito all'età di 16 anni, stabilendosi nel quartiere londinese di Finchley.

## Stile di combattimento
Chisora è un pugile che predilige la corta distanza e la utilizza per mettere a segno serie di ganci oppure montanti corti e potenti. A ciò egli unisce una buona resistenza e ottime doti di incassatore. Con uno stile di combattimento aggressivo che a tratti ricorda quello di Joe Frazier, non predilige linee dritte ma discreti movimenti sul tronco.

## Carriera professionale
Chisora compie il suo debutto da professionista il 17 febbraio 2007, sconfiggendo l'ungherese István Kecskés per KO tecnico alla seconda ripresa.
Il 7 maggio 2016 viene sconfitto per decisione non unanime dal bulgaro Kubrat Pulev. Si prenderà la sua rivincita sul bulgaro nel 2022, sconfiggendolo per decisione non unanime e conquistando il vacante titolo WBA International dei pesi massimi.

## Record professionale
| No. | Risultato | Record | Avversario              | Metodo | Data              | Round   | Luogo                     | Note |
| --- | --------- | ------ | ----------------------- | ------ | ----------------- | ------- | ------------------------- | --- |
| 49  | Vittoria  | 36-13  | Otto Wallin             | UD     | 8 febbraio 2025   | 12      | Manchester, Gran Bretagna | |
| 48  | Vittoria  | 35-13  | Joe Joyce               | UD     | 27 luglio 2024    | 10      | Londra, Gran Bretagna     | |
| 47  | Vittoria  | 34-13  | Gerald Washington       | UD     | 12 agosto 2023    | 10      | Londra, Gran Bretagna     | |
| 46  | Sconfitta | 33-13  | Tyson Fury              | TKO    | 3 dicembre 2022   | 10 (12) | Londra, Gran Bretagna     | Per il titolo WBC dei pesi massimi.                                                                                |
| 45  | Vittoria  | 33–12  | Kubrat Pulev            | SD     | 9 luglio 2022     | 12      | Londra, Gran Bretagna     | Vince il vacante titolo WBA International dei pesi massimi.                                                        |
| 44  | Sconfitta | 32–12  | Joseph Parker           | UD     | 18 dicembre 2021  | 12      | Manchester, Gran Bretagna | Per il titolo WBO Intercontinental dei pesi massimi.                                                               |
| 43  | Sconfitta | 32–11  | Joseph Parker           | SD     | 1 maggio 2021     | 12      | Manchester, Gran Bretagna | Per il vacante titolo WBO Intercontinental dei pesi massimi.                                                       |
| 42  | Sconfitta | 32–10  | Oleksandr Usyk          | UD     | 31 ottobre 2020   | 12      | Londra, Gran Bretagna     | Perde il titolo WBO Intercontinental dei pesi massimi.                                                             |
| 41  | Vittoria  | 32–9   | David Price             | TKO    | 26 ottobre 2019   | 4 (12)  | Londra, Gran Bretagna     | Vince il vacante titolo WBO Intercontinental dei pesi massimi.                                                     |
| 40  | Vittoria  | 31–9   | Artur Szpilka           | KO     | 20 luglio 2019    | 2 (10)  | Londra, Gran Bretagna     | |
| 39  | Vittoria  | 30–9   | Senad Gashi             | UD     | 20 aprile 2019    | 10      | Londra, Gran Bretagna     | |
| 38  | Sconfitta | 29–9   | Dillian Whyte           | KO     | 22 dicembre 2018  | 11 (12) | Londra, Gran Bretagna     | Per il titolo WBC Silver e WBO International dei pesi massimi.                                                     |
| 37  | Vittoria  | 29–8   | Carlos Takam            | TKO    | 28 luglio 2018    | 8 (12)  | Londra, Gran Bretagna     | Per il vacante titolo WBA International dei pesi massimi.                                                          |
| 36  | Vittoria  | 28–8   | Zakaria Azzouzi         | TKO    | 24 marzo 2018     | 2 (8)   | Londra, Gran Bretagna     | |
| 35  | Sconfitta | 27–8   | Agit Kabayel            | MD     | 4 novembre 2017   | 12      | Monte Carlo, Monaco       | Per il titolo Europeo dei pesi massimi.                                                                            |
| 34  | Vittoria  | 27–7   | Robert Filipovic        | TKO    | 30 settembre 2017 | 5 (6)   | Liverpool, Gran Bretagna  | |
| 33  | Sconfitta | 26–7   | Dillian Whyte           | SD     | 10 dicembre 2016  | 12      | Manchester, Gran Bretagna | Per il titolo WBC International dei pesi massimi.                                                                  |
| 32  | Vittoria  | 26–6   | Drazan Janjanin         | KO     | 10 settembre 2016 | 2 (8)   | Stoccolma, Svezia         | |
| 31  | Sconfitta | 25–6   | Kubrat Pulev            | SD     | 7 maggio 2016     | 12      | Amburgo, Germania         | Per il vacante titolo Europeo dei pesi massimi.                                                                    |
| 30  | Vittoria  | 25–5   | Andras Csomor           | TKO    | 9 gennaio 2016    | 2 (8)   | Offenburg, Germania       | |
| 29  | Vittoria  | 24–5   | Jakov Gospic            | TKO    | 12 dicembre 2015  | 3 (8)   | Londra, Gran Bretagna     | |
| 28  | Vittoria  | 23–5   | Peter Erdos             | TKO    | 5 dicembre 2015   | 5 (8)   | Amburgo, Germania         | |
| 27  | Vittoria  | 22–5   | Marcelo Luiz Nascimento | PTS    | 26 settembre 2015 | 10      | Londra, Gran Bretagna     | |
| 26  | Vittoria  | 21–5   | Beqa Lobjanidze         | KO     | 24 luglio 2015    | 1 (10)  | Londra, Gran Bretagna     | |
| 25  | Sconfitta | 20–5   | Tyson Fury              | RTD    | 29 novembre 2014  | 10 (12) | Londra, Gran Bretagna     | Per il vacante titolo Britannico dei pesi massimi. Perde il titolo Europeo e WBO International dei pesi massimi.   |
| 24  | Vittoria  | 20–4   | Kevin Johnson           | UD     | 15 febbraio 2014  | 12      | Londra, Gran Bretagna     | Mantiene il titolo WBO International e WBA International dei pesi massimi.                                         |
| 23  | Vittoria  | 19–4   | Ondřej Pála             | TKO    | 30 novembre 2013  | 3 (12)  | Londra, Gran Bretagna     | Mantiene il titolo WBO International dei pesi massimi. Vince il vacante titolo WBA International dei pesi massimi. |
| 22  | Vittoria  | 18–4   | Edmund Gerber           | TKO    | 21 settembre 2013 | 5 (12)  | Londra, Gran Bretagna     | Vince il vacante titolo dei pesi massimi europeo.                                                                  |
| 21  | Vittoria  | 17–4   | Malik Scott             | TKO    | 20 luglio 2013    | 6 (10)  | Londra, Gran Bretagna     | Vince il vacante titolo WBO International dei pesi massimi.                                                        |
| 20  | Vittoria  | 16–4   | Hector Alfredo Avila    | TKO    | 20 aprile 2013    | 9 (10)  | Londra, Gran Bretagna     | |
| 19  | Sconfitta | 15–4   | David Haye              | TKO    | 14 luglio 2012    | 5 (10)  | Londra, Gran Bretagna     | Per il titolo vacante WBA Intercontinental e WBO International dei pesi massimi.                                   |
| 18  | Sconfitta | 15–3   | Vitali Klitschko        | UD     | 12 febbraio 2012  | 12      | Monaco, Germania          | Per il titolo WBC dei pesi massimi.                                                                                |
| 17  | Sconfitta | 15–2   | Robert Helenius         | SD     | 3 dicembre 2011   | 12      | Helsinki, Finlandia       | Per il titolo vacante Europeo, WBA Intercontinental e WBO International dei pesi massimi.                          |
| 16  | Vittoria  | 15–1   | Remigijus Ziausys       | PTS    | 11 novembre 2011  | 6       | Halifax, Gran Bretagna    | |
| 15  | Sconfitta | 14–1   | Tyson Fury              | UD     | 23 luglio 2011    | 12      | Londra, Gran Bretagna     | Perde il titolo britannico e del Commonwealth dei pesi massimi.                                                    |
| 14  | Vittoria  | 14–0   | Sam Sexton              | TKO    | 18 settembre 2010 | 9 (12)  | Birmingham, Gran Bretagna | Mantiene il titolo dei pesi massimi britannico. Vinto il titolo dei pesi massimi del Commonwealth.                 |
| 13  | Vittoria  | 13–0   | Danny Williams          | TKO    | 15 maggio 2010    | 2 (12)  | Londra, Gran Bretagna     | Vinto il titolo dei pesi massimi britannico.                                                                       |
| 12  | Vittoria  | 12–0   | Carl Baker              | TKO    | 13 febbraio 2010  | 2 (10)  | Londra, Gran Bretagna     | |
| 11  | Vittoria  | 11–0   | Zurab Noniashvili       | TKO    | 9 ottobre 2009    | 3 (8)   | Londra, Gran Bretagna     | |
| 10  | Vittoria  | 10–0   | Paul Butlin             | PTS    | 22 maggio 2009    | 8       | Londra, Gran Bretagna     | |
| 9   | Vittoria  | 9–0    | Daniil Peretyatko       | PTS    | 30 gennaio 2009   | 8       | Londra, Gran Bretagna     | |
| 8   | Vittoria  | 8–0    | Neil Simpson            | RTD    | 6 dicembre 2008   | 2 (8)   | Londra, Gran Bretagna     | |
| 7   | Vittoria  | 7–0    | Lee Swaby               | TKO    | 26 settembre 2008 | 3 (8)   | Londra, Gran Bretagna     | |
| 6   | Vittoria  | 6–0    | Shawn McLean            | TKO    | 12 settembre 2008 | 6 (8)   | Londra, Gran Bretagna     | |
| 5   | Vittoria  | 5–0    | Sam Sexton              | TKO    | 14 giugno 2008    | 6 (6)   | Londra, Gran Bretagna     | |
| 4   | Vittoria  | 4–0    | Paul Butlin             | PTS    | 12 gennaio 2008   | 4       | Londra, Gran Bretagna     | |
| 3   | Vittoria  | 3–0    | Darren Morgan           | PTS    | 13 ottobre 2007   | 4       | Londra, Gran Bretagna     | |
| 2   | Vittoria  | 2–0    | Tony Booth              | PTS    | 7 aprile 2007     | 4       | Cardiff, Gran Bretagna    | |
| 1   | Vittoria  | 1–0    | István Kecskés          | KO     | 17 Febbraio 2007  | 2 (4)   | Londra, Gran Bretagna     | |